# Forêt dansante
La forêt dansante (russe : Танцующий лес) est une forêt de pins située sur l'isthme de Courlande dans l'oblast de Kaliningrad en Russie, connue pour ses arbres aux troncs naturellement tordus.

## Situation et description

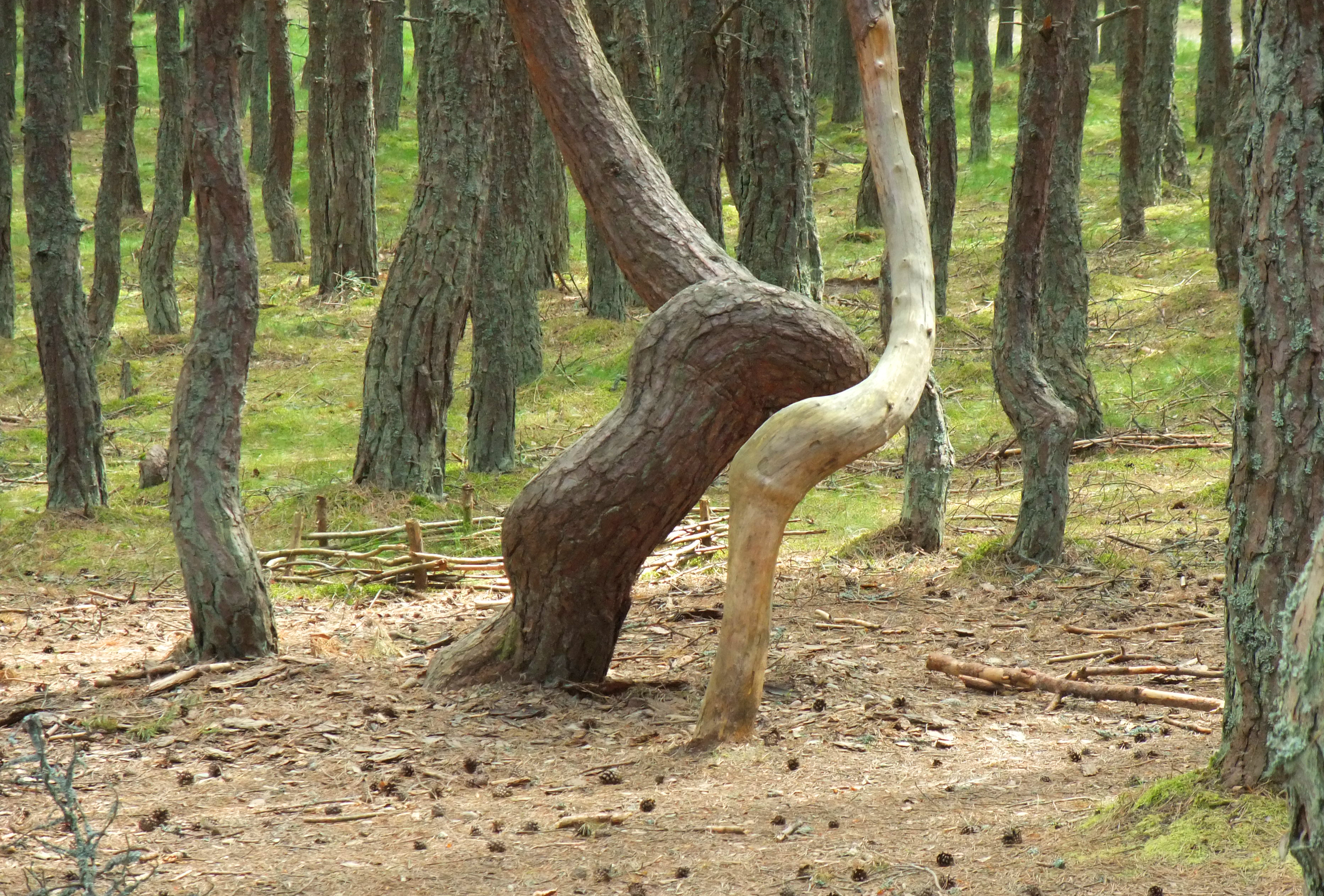
Exemple de torsion.

La forêt est située sur l'isthme de Courlande, dans l'oblast de Kaliningrad en Russie.
La cause exacte de la torsion de ces arbres n'est pas connue. Une hypothèse est qu'elle serait due à l'activité de la chenille de la Rhyacionia buoliana (en).

## Histoire
Ces arbres sont plantés dans les années 1960. Avant la Seconde Guerre mondiale, le site héberge une école de vol à voile du Troisième Reich.

## Galerie

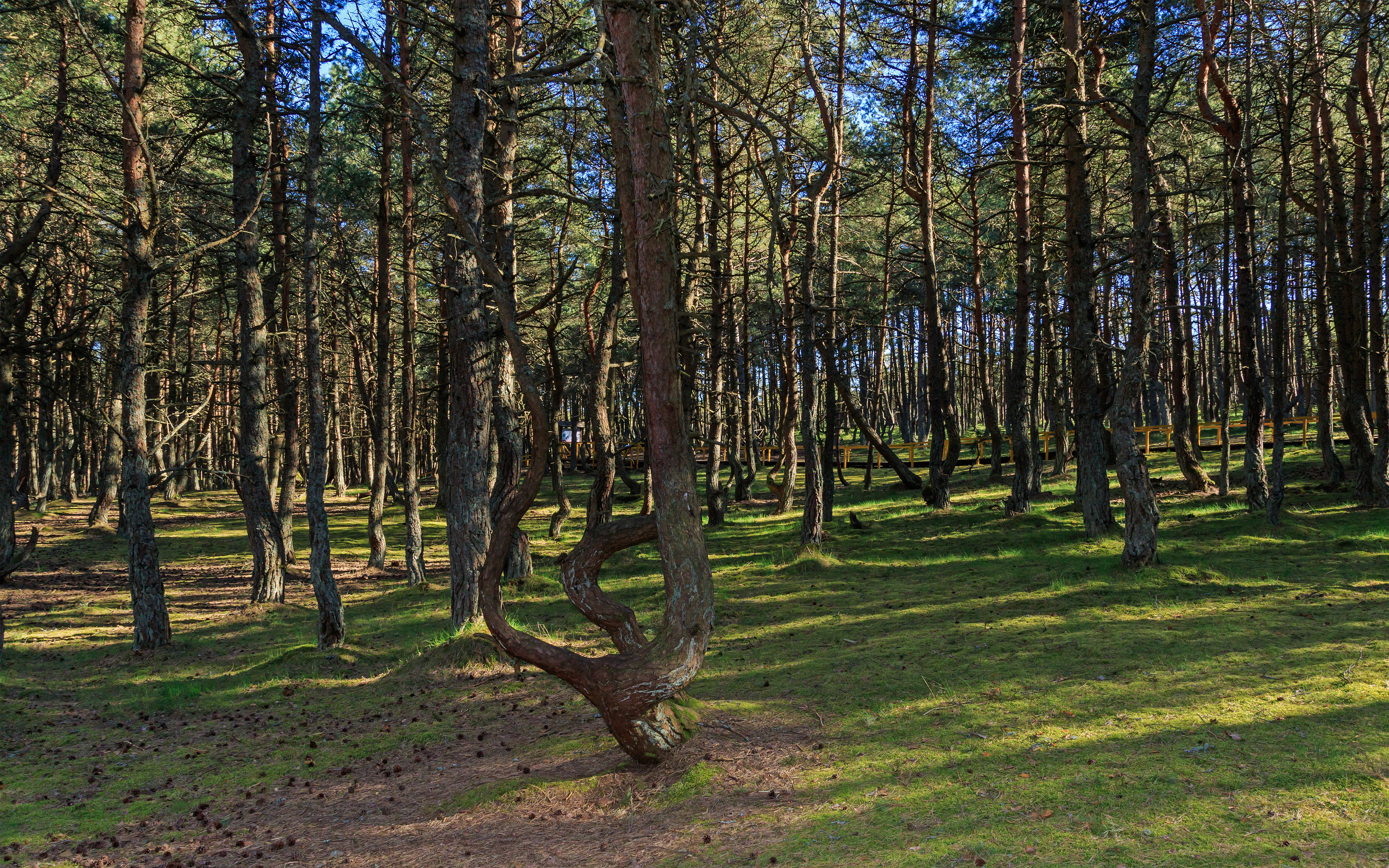
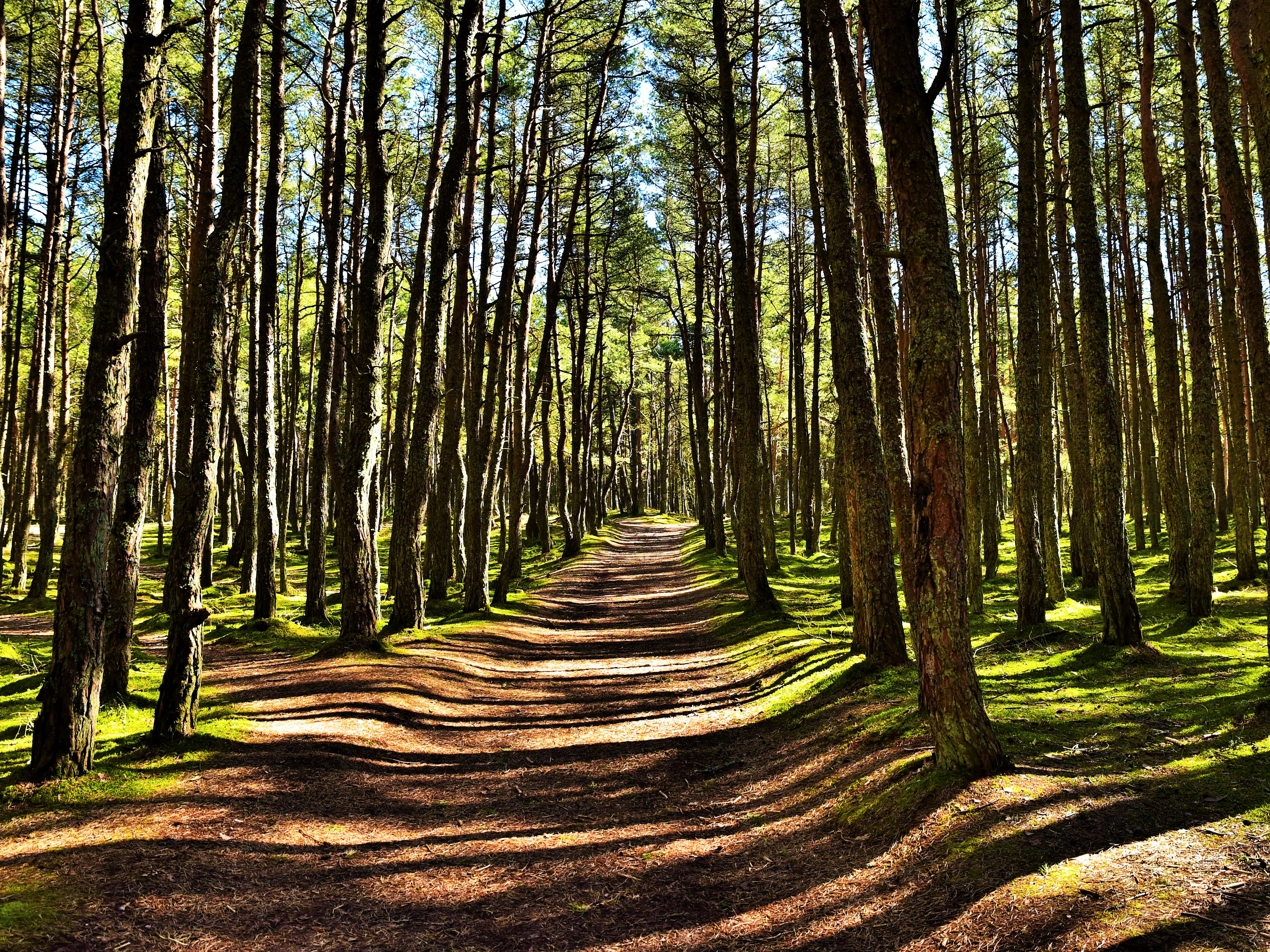
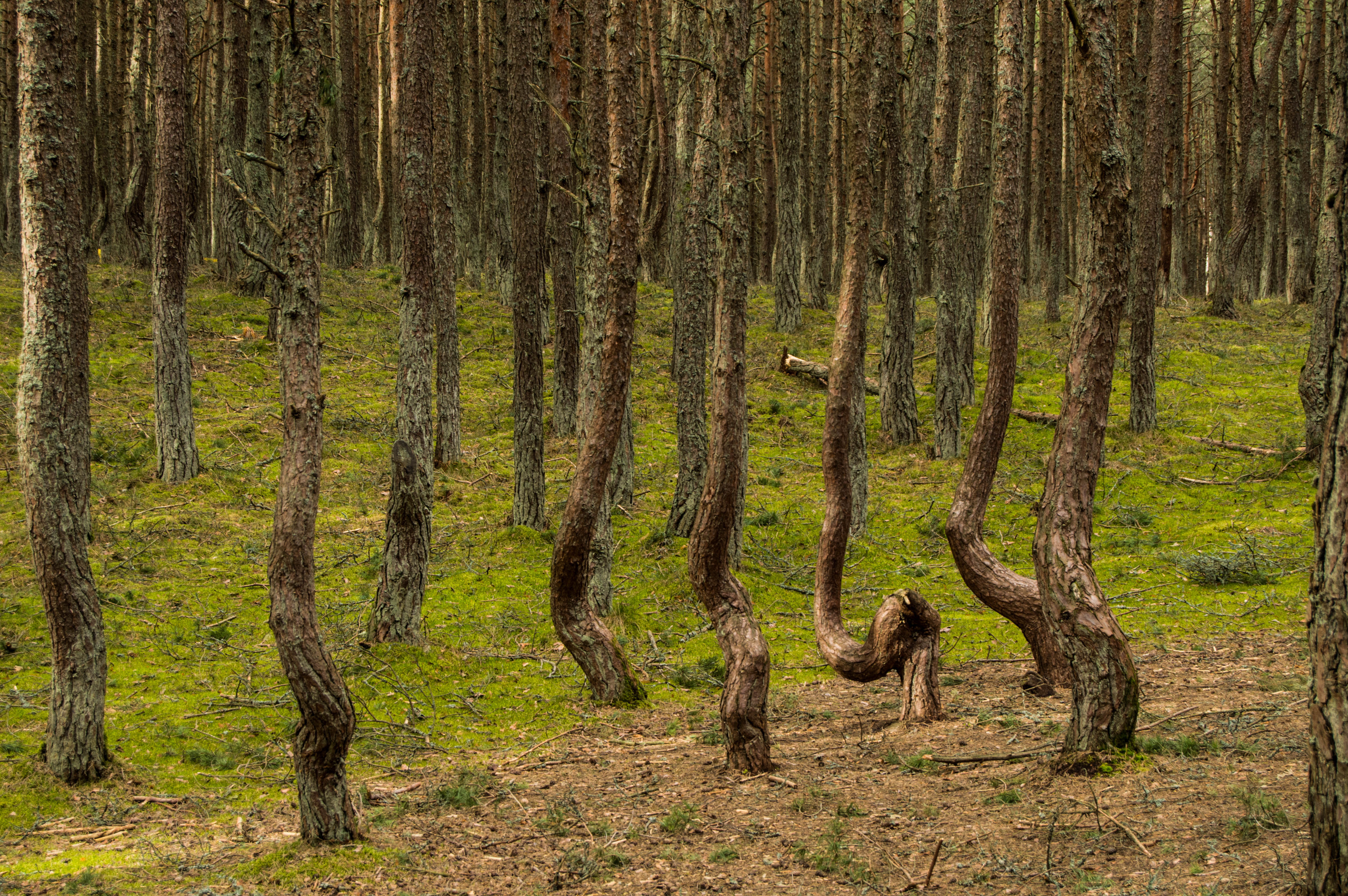
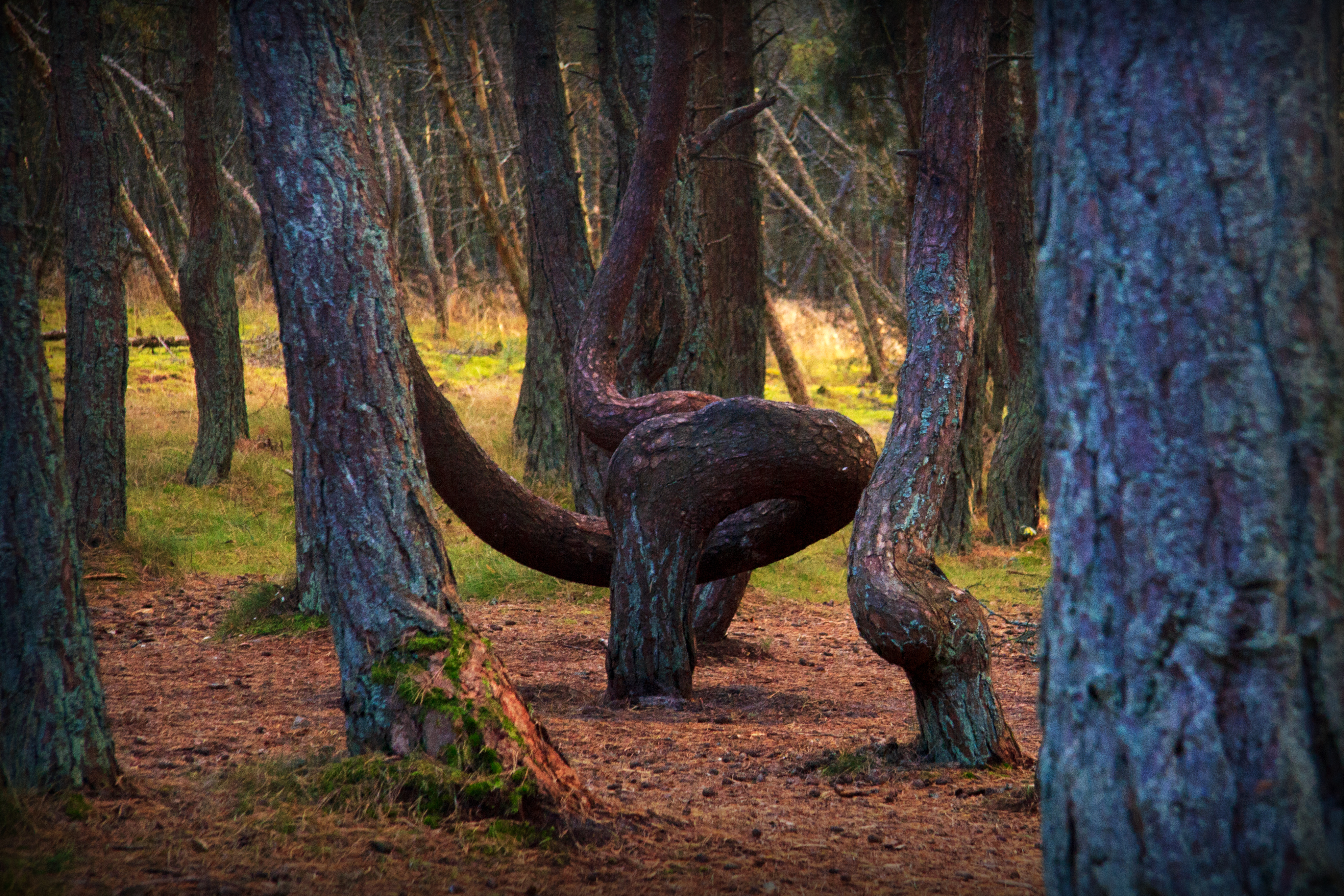
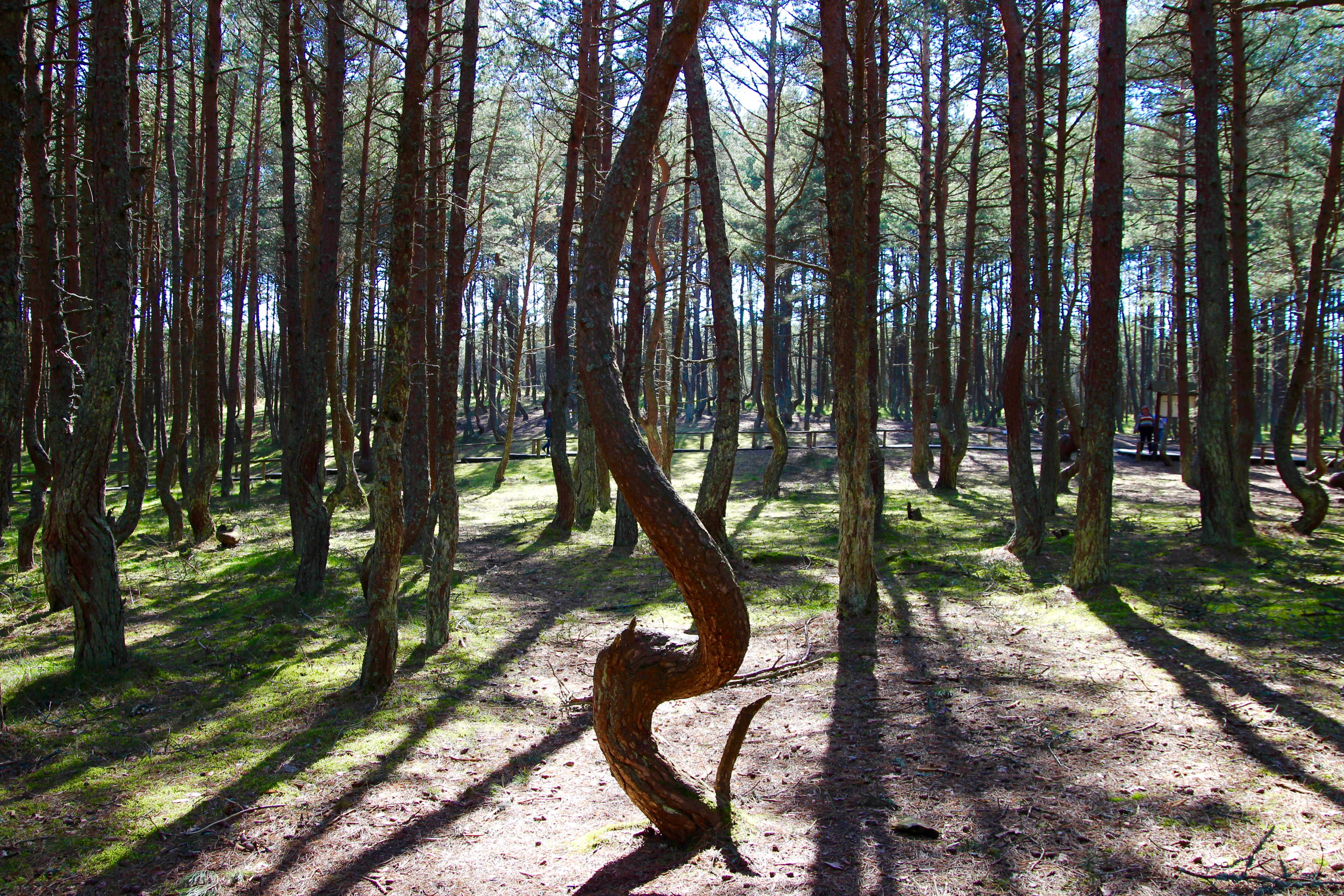